# Pancerniki typu Kaiser Friedrich III
Pancerniki typu Kaiser Friedrich III – niemieckie pancerniki (przeddrednoty) z przełomu XIX i XX wieku. 
Okręty miały wyporność 11 097 ton i osiągały prędkość ponad 17 węzłów, ich główne uzbrojenie stanowiły cztery działa kalibru 24 cm umieszczone w dwóch wieżach. W latach 1896–1902 w stoczniach Kaiserliche Werft, Germaniawerft, Schichau i Blohm & Voss zbudowano pięć okrętów tego typu, które otrzymały nazwy upamiętniające niemieckich władców. Pancerniki zostały wcielone do służby w Kaiserliche Marine w latach 1898–1902. Służyły w Heimatflotte i w Hochseeflotte, biorąc ograniczony udział w I wojnie światowej. Z czynnej służby zostały wycofane w latach 1915–1920, po czym zostały złomowane.

## Projekt i budowa

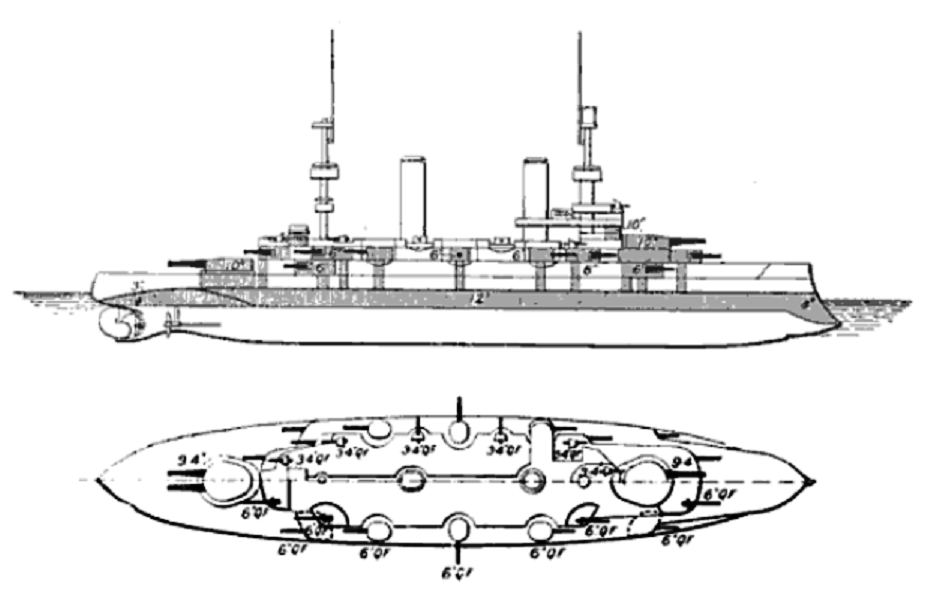
Uproszczony plan pancerników typu Kaiser Friedrich III z zaznaczonym opancerzeniem

Zwycięstwo w wojnie francusko-pruskiej umożliwiło Prusom zjednoczenie Niemiec, które jako Cesarstwo stało się najsilniejszym europejskim mocarstwem lądowym. Ambicją nowo utworzonego państwa było także zostanie potęgą morską, co spowodowało konieczność rozbudowy floty wojennej, a w szczególności budowę najsilniejszych ówcześnie jednostek – pancerników. Przyjęty przez Reichstag program rozbudowy floty zakładał wzrost liczebności Kaiserliche Marine do 17 pancerników, ośmiu monitorów oraz dziewięciu wielkich i 26 małych krążowników.
Projekt pancerników typu Kaiser Friedrich III powstał w latach 1892–1894, jeszcze podczas budowy jednostek typu Brandenburg. Opóźnienia w budowie jednostek pozwoliły na zapoznanie się z wnioskami z eksploatacji pierwszej jednostki tego typu. W konsekwencji nowe okręty otrzymały uzbrojenie główne mniejszego kalibru (24 cm zamiast 28 cm), ponieważ konstruktorzy uznali za ważniejszy parametr wyższej szybkostrzelności niż wagę salwy burtowej. Wybór kalibru 24 cm spowodował, że budowane w tym samym czasie w innych państwach pancerniki zdecydowanie górowały nad niemieckimi, mając na uzbrojeniu przeważnie działa kalibru 305 mm (a nawet 330 mm w przypadku pancerników US Navy). Na jednostkach typu Kaiser Friedrich III wzmocniono za to artylerię średniego kalibru, którą tworzyło 18 dział kalibru 15 cm umieszczonych w pojedynczych wieżach i kazamatach. Kolejną innowacją było wprowadzenie napędu trójśrubowego. Okręty miały też ulepszony system opancerzenia.
Z pięciu pancerników typu Kaiser Friedrich III dwa powstały w stoczni Kaiserliche Werft w Wilhelmshaven, zaś po jednym okręcie zbudowały stocznie Germaniawerft w Kilonii, Schichau w Gdańsku i Blohm & Voss w Hamburgu. Stępki pancerników położono w latach 1895–1898, a zwodowane zostały w latach 1899–1900. Okręty otrzymały nazwy upamiętniające niemieckich cesarzy: Fryderyka III Hohenzollerna („Kaiser Friedrich III”), Wilhelma II Hohenzollerna („Kaiser Wilhelm II”), Wilhelma I Hohenzollerna („Kaiser Wilhelm der Große”), Karola Wielkiego („Kaiser Karl der Große”) oraz Fryderyka I Barbarossy („Kaiser Barbarossa”). Koszt budowy pojedynczego okrętu wyniósł od 20 mln 254 tys. do 21 mln 472 tys. marek.
| Okręt                          | Stocznia                               | Położenie stępki     | Wodowanie            | Wejście do służby   | Los                                                    |
| ------------------------------ | -------------------------------------- | -------------------- | -------------------- | ------------------- | ------------------------------------------------------ |
| SMS „Kaiser Friedrich III”     | Kaiserliche Werft, Wilhelmshaven       | 5 marca 1895         | 1 lipca 1896         | 7 października 1898 | wycofany ze służby 20 stycznia 1915, złomowany w 1920  |
| SMS „Kaiser Wilhelm II”        | Kaiserliche Werft, Wilhelmshaven       | 26 października 1896 | 14 września 1897     | 13 lutego 1900      | wycofany ze służby 10 września 1920, złomowany w 1922  |
| SMS „Kaiser Wilhelm der Große” | Friedrich Krupp Germaniawerft, Kilonia | 22 stycznia 1898     | 1 czerwca 1899       | 5 maja 1901         | wycofany ze służby 20 listopada 1915, złomowany w 1920 |
| SMS „Kaiser Karl der Große”    | Blohm & Voss, Hamburg                  | 17 września 1898     | 18 października 1899 | 4 lutego 1902       | wycofany ze służby 6 grudnia 1919, złomowany w 1920    |
| SMS „Kaiser Barbarossa”        | Schichau, Gdańsk                       | 3 sierpnia 1898      | 21 kwietnia 1900     | 10 czerwca 1901     | wycofany ze służby 6 grudnia 1919, złomowany 1919–1920 |

## Dane taktyczno-techniczne

### Charakterystyka ogólna
Okręty były pancernikami (przeddrednotami) wykonanymy ze stali metodą nitowania. Ich kadłuby o poprzeczno–wzdłużnym układzie wiązań podzielone były na 12 przedziałów wodoszczelnych, dno podwójne obejmowało 70% ich długości. Jednostki miały masywne nadbudówki, dwa wysokie kominy i dwa maszty palowe z marsami.
Pancerniki miały długość całkowitą 125,3 metra (120,9 metra na wodnicy), szerokość 20,4 metra i zanurzenie od 7,89 metra na dziobie i 8,25 metra na rufie. Wyporność normalna (konstrukcyjna) wynosiła 11 097 ton, a pełna 11 785 ton (11 599 długich ton). Wysokość metacentryczna wynosiła 0,917–1,18 metra. Okręty miały dość wysoką wolną burtę oraz dobrą dzielność morską i sterowność, jednak przy mocnym wychyleniu steru prędkość spadała o 40%.
Załoga pojedynczej jednostki składała się z 39 oficerów i 612 podoficerów i marynarzy. W przypadku pełnienia funkcji okrętu flagowego liczebność załogi zwiększała się o 63–75 osób, z czego 12 stanowili oficerowie.

### Urządzenia napędowe i pomocnicze
Okręty napędzane były przez trzy trzycylindrowe maszyny parowe, które napędzały poprzez wały napędowe trzy trójskrzydłowe śruby napędowe. Para była dostarczana przez cztery kotły wodnorurkowe różnych typów i od sześciu do ośmiu kotłów cylindrycznych. Ciśnienie robocze kotłów wynosiło od 12 do 14,25 at, a ich łączna powierzchnia grzewcza wynosiła 3390–3783 m². Wszystkie kotły były opalane węglem, którego normalny zapas wynosił 650, a maksymalny 1070 ton.
Nominalna moc siłowni wynosiła 13 000 KM (maksymalnie od 13 053 KM do 13 949 KM przy 107–117 obr./min), co pozwalało na osiągnięcie prędkości maksymalnej od 17,2 do 17,8 węzła. Zasięg wynosił 3420 mil morskich przy prędkości 10 węzłów. Zużycie węgla przy mocy 10 000 KM wynosiło około 11 ton na godzinę, a przy mocy maksymalnej 16 ton na godzinę.
Energia elektryczna (prąd stały o napięciu 74 V) wytwarzana była przez cztery lub pięć generatorów o łącznej mocy 240–320 kW.

### Uzbrojenie
Główne uzbrojenie pancerników składało się z czterech dział kalibru 24 cm SK C/97 L/40 w dwóch umieszczonych w osi okrętów dwudziałowych wieżach – po jednej na pokładzie pogodowym i rufie. Masa działa wynosiła 25,64 tony, jego długość całkowita 9,55 metra; a długość samej lufy 8,87 metra. Działa wykorzystywały amunicję rozdzielnego ładowania. Pociski o masie 140 kg wystrzeliwane były za pomocą umieszczonych w łuskach ładunków miotających. Kąt podniesienia lufy wynosił od -5 do +30°, a maksymalna donośność wystrzeliwanego z prędkością początkową 690 m/s pocisku 16 900 metrów. Początkowo szybkostrzelność osiągała jeden strzał na nieco powyżej minuty, by wzrosnąć później (po zmianie ładunków miotających) do trzech–czterech strzałów na minutę. Kąt ostrzału wież wynosił 270°. Zapas amunicji wynosił 300 sztuk – po 75 pocisków na działo.
Artyleria średniego kalibru składała się z osiemnastu pojedynczych dział kalibru 15 cm SK C/97 L/40 (faktyczny kaliber wynosił 149,1 mm) . Sześć dział umieszczono na śródokręciu w wieżach (po trzy na każdą burtę), pozostałe zainstalowano w kazamatach. Długość całkowita działa wynosiła 5,96 metra, długość lufy 5,54 metra, a jej masa 4460 kg. Działa wykorzystywały amunicję rozdzielnego ładowania, a masa pocisku wynosiła od 40 do 51 kg. Kąt podniesienia lufy wynosił od -5 do +20°, a maksymalna donośność wystrzeliwanego z prędkością początkową 800 m/s pocisku wynosiła 13 700 metrów. Szybkostrzelność wynosiła od czterech do pięciu strzałów na minutę. Kąt ostrzału dział umieszczonych w wieżach wynosił około 135°, a tych w kazamatach 110°. Łączny zapas amunicji wynosił 2160 sztuk (120 pocisków na działo).
Artylerię do zwalczania torpedowców stanowiło 12 pojedynczych dział kalibru 8,8 cm SK L/30 C/89 . Długość całkowita działa wynosiła 2,61 metra, długość lufy 2,38 metra, a masa lufy z zamkiem 665 kg. Strzelały one pociskami o masie 7 kg (cały nabój ważył 13,8 kg) z prędkością początkową 590 m/s na maksymalną odległość 10 500 metrów. Szybkostrzelność działa była na poziomie do 15 strzałów na minutę, a łączny zapas amunicji wynosił 3000 sztuk (250 pocisków na działo). Prócz tego na pokładzie znalazło się 12 pojedynczych szybkostrzelnych działek kalibru 3,7 cm.
Broń torpedową stanowiło sześć wyrzutni kalibru 450 mm: po jednej na dziobie i rufie oraz po dwie z każdej burty, z łącznym zapasem 16 torped. Torpedy typu C45/91 miały długość 5,11 metra, masę 541 kg (w tym głowica bojowa 87,5 kg trotylu), a ich zasięg wynosił 800 metrów przy prędkości 26 węzłów i 500 metrów przy prędkości 32 węzły .

### Opancerzenie
Pancerz pojedynczego okrętu miał łączną masę 3800 ton. Jego podstawowym elementem był wykonany ze stali Kruppa pas burtowy na linii wodnej o grubości maksymalnej 300 mm na śródokręciu, zmniejszającej się w stronę dziobu i rufy odpowiednio do 150 i 200 mm, zamocowany na warstwie drewna tekowego o grubości 250 mm. Poniżej linii wodnej grubość pancerza burtowego wynosiła 180 mm. Pokład pancerny umieszczony został na górnej części głównego pasa burtowego i miał grubość 65 mm, zamykając tym samym pancerną cytadelę.
Wieże artylerii głównej były chronione od czoła i z boku pancerzem o grubości 250 mm (dach 50 mm). Ich barbety miały pancerz o grubości 250 mm. Wieże artylerii średniej i kazamaty miały grubość 150 mm, a maski dział kalibru 8,8 cm miały grubość 70 mm. Wieże dowodzenia chronione były płytami o grubości 250 mm i miały strop gruby na 30 mm. Niezatapialność jednostek starano się powiększyć poprzez wypełnienie przestrzeni między poszczególnymi pomieszczeniami i elementami konstrukcyjnymi naklejanym warstwowo korkiem, jednak element ten odpadał przy prowadzeniu ognia, ulegał zawilgoceniu i stanowił siedzibę trudnych do zwalczenia bezkręgowców.

### Wyposażenie i malowanie
Jako środki ratownicze i komunikacyjne na okrętach znajdowały się: dwa kutry, dwie szalupy, dwa barkasy, jedna pinasa, dwa jole i dwa bączki. Opuszczanie i podnoszenie łodzi możliwe było dzięki dwóm żurawiom o łukowym kształcie.
Kadłuby do poziomu pokładu głównego pomalowane były na kolor szary nr 9 (niem. Grau 1896), a pokład główny, nadbudówki, kominy, nawietrzniki, maszty oraz wieże artyleryjskie pomalowane były na kolor jasnoszary. Elementy dekoracyjne (godło na dziobie i ornamenty rufowe) pomalowane były w kolorze żółtozłotym.

## Służba

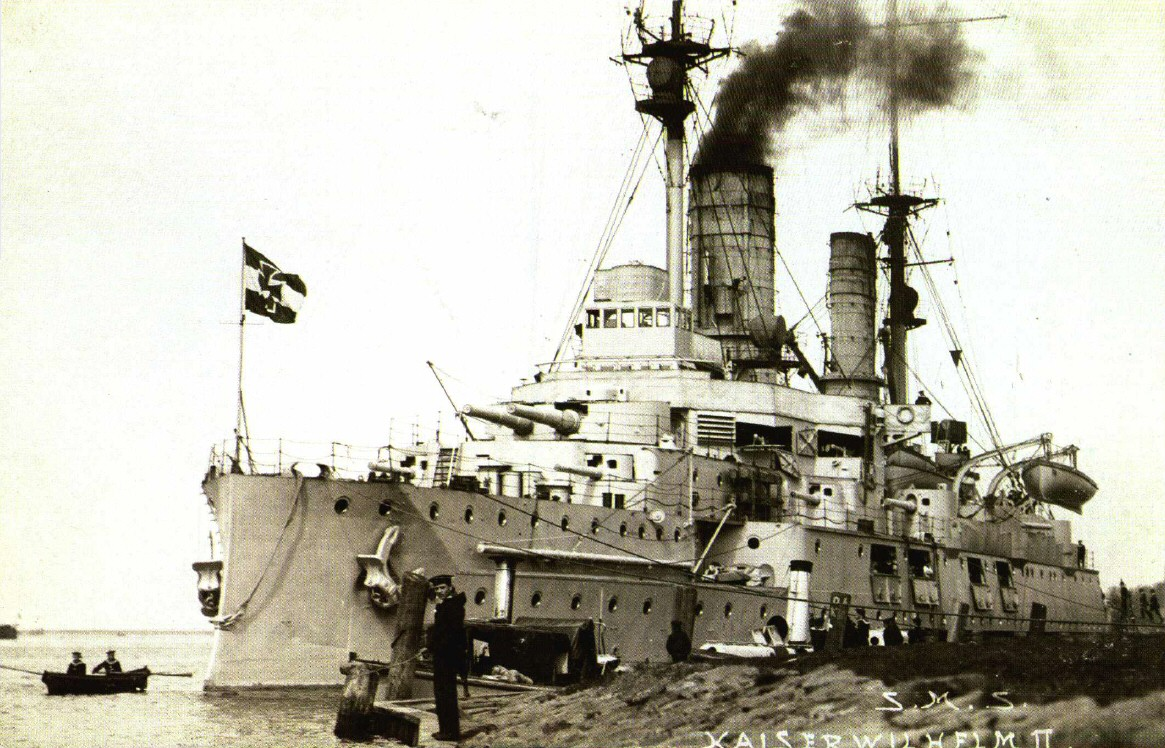
SMS „Kaiser Wilhelm II” w Świnoujściu około 1910 roku

Pancerniki typu Kaiser Friedrich III zostały wcielone do służby w Kaiserliche Marine w latach 1898–1902. SMS „Kaiser Friedrich III” w październiku 1899 roku został okrętem flagowym 1. Dywizjonu Pancerników, a 17 listopada pancernik wraz z krążownikiem SMS „Hela” i jachtem SMY „Hohenzollern” z rodziną cesarską na pokładzie udał się z oficjalną wizytą do Wielkiej Brytanii w celu odwiedzin królowej Wiktorii, kotwicząc najpierw w Dover (18–20 listopada), a następnie w Portsmouth (20–23 listopada); okręty powróciły do Kilonii 1 grudnia, zawijając w dniach 29–29 listopada do Vlissingen. 24 stycznia 1900 roku „Kaiser Friedrich III” został jednostką flagową 2. Dywizjonu 1. Eskadry Heimatflotte. W dniach 2–8 kwietnia eskadra operowała na wodach Zatoce Gdańskiej, a 7 maja wyruszyła na Morze Północne, zawijając do Lerwick i kotwicząc od 12 do 15 maja w pobliżu Bergen (powrót do Kilonii nastąpił 26 maja). W czerwcu do 2. Dywizjonu dołączył „Kaiser Wilhelm II”. Od 15 sierpnia do 15 września „Kaiser Friedrich III” i „Kaiser Wilhelm II” wzięły udział w manewrach floty, przeprowadzonych na wodach między Wilhelmshaven a Świnoujściem. 1 listopada dowództwo 1. Eskadry objął książę Henryk Pruski, a SMS „Kaiser Friedrich III” został jego okrętem flagowym. Między 4 a 15 grudnia okręty eskadry odbyły rejs szkoleniowy na wody Cieśnin Duńskich, kotwicząc od 10 do 12 grudnia na redzie Larvik.
W połowie marca 1901 roku 1. Eskadra przepłynęła na wschodnią część Morza Bałtyckiego, a wracając do Kilonii o godzinie 1:27 w nocy z 1 na 2 kwietnia, płynący prędkością maksymalną „Kaiser Friedrich III” wszedł nieopodal przylądka Arkona (Ławica Orla) na nieoznaczoną na mapach mieliznę. Kadłub w części rufowej został rozerwany, w wyniku czego do wnętrza okrętu dostało się 1200 ton wody i nastąpił przechył na lewą burtę. Walka z napływającą wodą została utrudniona przez pożar, który wybuchł w prawoburtowej kotłowni, co spowodowało zatrzymanie maszyn i zalanie pomieszczenia, a z okrętu zaczęto spuszczać na wodę łodzie ratunkowe. Uszkodzoną jednostkę próbował wziąć na hol pancernik „Kaiser Wilhelm II”, jednak bezskutecznie; dopiero uruchomienie nieuszkodzonych kotłów i maszyn umożliwiło zejście z mielizny i powolny marsz z prędkością 5 węzłów w kierunku Kilonii w asyście pozostałych jednostek 1. Eskadry. Pancernik osiągnął port 3 kwietnia, po czym trafił do doku, a 23 kwietnia przepłynął do Wilhelmshaven, gdzie 4 maja został wycofany ze służby w celu dokonania badań technicznych mających wskazać przyczyny wypadku. Stwierdzono rozerwanie prawej części kadłuba o szerokości 60–70 cm na około ⅔ długości, złamanie stewy rufowej i wygięcie śrub napędowych; naprawa okrętu trwała do listopada. 
Tymczasem „Kaiser Wilhelm II” kontynuował swoje uczestnictwo w wiosennych manewrach, biorąc udział m.in. 24 kwietnia w desancie pod Apenrade. Pancernik wziął udział również w manewrach letnich, podczas których 11 sierpnia wspierał atak na jedną z twierdz położoną u ujścia Łaby. W maju do 1. Eskadry dołączył „Kaiser Wilhelm der Große”, a w czerwcu „Kaiser Barbarossa”. Między 17 czerwca a 24 października „Kaiser Wilhelm der Große” pełnił funkcję jednostki flagowej Eskadry w zastępstwie uszkodzonego pancernika „Kaiser Friedrich III”, biorąc w tym czasie udział m.in. w Tygodniu Kilońskim i rejsie na wody hiszpańskie w celu powitania wracających z Chin okrętów Eskadry Detaszowanej. 22 sierpnia „Kaiser Wilhelm II” został okrętem flagowym dowódcy floty admirała (niem. Admiral) Hansa von Koestera, który na jego pokładzie gościł w Kilonii austro-węgierskiego dowódcę floty Hermanna von Spauna. Gość uczestniczył następnie w jesiennych manewrach floty niemieckiej, które odbyły się na wodach Zatoki Kilońskiej i Gdańskiej (w ich trakcie we wrześniu na pokładzie okrętu gościli cesarz Wilhelm II i car Mikołaj II). Pancerniki 1. Eskadry uczestniczyły później w kolejnej fazie jesiennych ćwiczeń w Zatoce Gdańskiej, obserwowanych przez chińskiego księcia Zaifenga. Między 2 a 15 grudnia okręty 1. Eskadry odbyły rejs na wody Kattegatu i Skagerraku, odwiedzając m.in. Kristianię (tam na pokładzie pancerników gościł król Szwecji i Norwegii Oskar II).
Na początku 1902 roku „Kaiser Wilhelm der Große” wziął udział w akcji ściągania z mielizny nieopodal Korsør pancernika „Wittelsbach”. W lutym do 1. Eskadry dołączył ostatni, piąty pancernik typu Kaiser Friedrich III – „Kaiser Karl der Große”. W końcu kwietnia „Kaiser Friedrich III” z księciem Henrykiem Pruskim na pokładzie oraz pozostałe siostrzane pancerniki wzięły udział w rejsie 1. Eskadry wokół Wysp Brytyjskich, przechodząc 29 kwietnia przez Pentland Firth i docierając 1 maja do Lough Swilly. Następnie niemieckie okręty odwiedziły Londonderry i przepłynęły do Berehaven, gdzie nastąpiło spotkanie z jednostkami Royal Navy, a okręty wizytował brytyjski książę Artur; dalej trasa prowadziła do Kingstown (gdzie okręty odwiedził adiutant lorda namiestnika Irlandii Gerald Cadogan), skąd 24 maja zespół odpłynął do Kilonii, osiągając port przeznaczenia następnego dnia. W czerwcu „Kaiser Friedrich III” z księciem Henrykiem Pruskim na pokładzie ponownie na czele 1. Eskadry udał się do Wielkiej Brytanii, by wziąć udział w rewii flot z okazji koronacji króla Edwarda VII, odwołanej jednak z powodu choroby Edwarda. W dniach 8–20 lipca 1. Eskadra wraz z 1. Flotyllą Torpedowców oraz krążownikiem „Niobe” wzięły udział w rejsie na wody norweskie, a między 17 sierpnia a 18 września jej okręty uczestniczyły w manewrach, przeprowadzonych na wodach między Kilonią a Wilhelmshaven. Kolejne ćwiczenia odbyły się od 24 do 28 listopada, a 1 grudnia 1. Eskadra popłynęła w kierunku Bergen, powracając do bazy 12 grudnia.
Na początku i pod koniec kwietnia 1903 roku okręty eskadry przeprowadziły ćwiczenia, a 10 maja wyszły w rejs na Ocean Atlantycki, mijając 14 maja Ouessant i docierając 19 maja do Vigo. W rejs powrotny niemieckie jednostki wyruszyły 30 maja, przechodząc 3 czerwca przez kanał La Manche i po ćwiczeniach z 1. Flotyllą Torpedowców zawijając 10 czerwca do Kilonii. Następnie, po ćwiczeniach artyleryjskich, załoga pancernika „Kaiser Friedrich III” wzięła udział w Tygodniu Kilońskim, podczas którego doszło w końcu czerwca do spotkania z załogami okrętów US Navy przebywającymi w Kilonii z wizytą (zespół tworzyły pancernik USS „Kearsarge”, krążowniki USS „Chicago”, USS „Raleigh”, USS „San Francisco” i kanonierka USS „Machias”. W dniach 6–7 lipca „Kaiser Friedrich III” wziął udział w ćwiczeniach taktycznych, a od 14 do 15 lipca odbył strzelanie na pełnym morzu; podczas tych drugich ćwiczeń okręt zderzył się z niszczycielem SMS G 112, niemal go zatapiając (sam pancernik odniósł niewielkie uszkodzenia). 24 i 25 lipca 1. Eskadra przebywała w Arendal, po czym następnego dnia wróciła do Kilonii, a od 15 sierpnia jej okręty uczestniczyły w manewrach jesiennych floty. Po ich zakończeniu „Kaiser Friedrich III” przestał być jednostką flagową 1. Eskadry i został przeniesiony do nowo powstałej 2. Eskadry.
Od 11 do 21 stycznia 1904 roku pancerniki 1. Eskadry odbyły rejs ćwiczebny na wody Kattegatu, a pomiędzy 8 a 17 marca okręty odbyły kolejne, wiosenne ćwiczenia. W maju „Kaiser Wilhelm II” wraz z całą flotą uczestniczył w manewrach na Morzu Północnym, a w czerwcu podczas Tygodnia Kilońskiego na jego pokładzie gościł król brytyjski Edward VII, 1. Lord Admiralicji William Palmer i książę Louis Mountbatten. 6 lipca okręty 1. i 2. Eskadry oraz Sił Rozpoznawczych wyszły na wody Zatoki Niemieckiej na letnie manewry, po czym jednostki 1. Eskadry i Sił Rozpoznawczych na wysokości Borkum oddzieliły się i udały się z wizytą na Wyspy Brytyjskie, przebywając od 10 do 13 lipca w Plymouth, a następnie zawijając do Vlissingen, Lerwick i Molde; rejs zakończył się 12 sierpnia w Kilonii. „Kaiser Friedrich III” w dniach 29 sierpnia – 15 września uczestniczył w jesiennych manewrach, a 1 października został okrętem flagowym 2. Eskadry, w skład której wchodziły wówczas ponadto pancerniki „Kaiser Wilhelm der Große”, „Weißenburg”, „Wörth”, „Braunschweig” i „Elsaß”. Jesienią tego roku okręty 2. Eskadry odbyły rejs szkoleniowy we wschodniej części Morza Bałtyckiego.
W pierwszych dwóch miesiącach 1905 roku „Kaiser Karl der Große” pełnił funkcję jednostki flagowej 1. Eskadry. Między 12 lipca a 9 sierpnia pancerniki 1. Eskadry udały się w rejs letni na wody szwedzkie, odwiedzając Sztokholm i Karlskronę; opuszczając szwedzkie szkiery pancerniki „Kaiser Wilhelm II” i „Brandenburg” oraz krążownik pancerny „Friedrich Carl” weszły na mielizny, doznając uszkodzeń. W tym samym czasie „Kaiser Karl der Große” udał się do Antwerpii, gdzie wziął udział w obchodach 75. rocznicy uzyskania niepodległości przez Belgię, po czym w sierpniu dołączył do reszty pancerników 1. Eskadry przebywających w tym czasie w Karlskronie. Od 12 lipca do 9 sierpnia 1905 roku pancerniki 2. Eskadry udały się w rejs letni także na wody szwedzkie, kotwicząc w dniach 20–24 lipca na redzie Göteborga, a następnie nieopodal Sztokholmu (2–7 sierpnia). W dniach 6–13 września i w październiku jednostki 1. Eskadry uczestniczyły w manewrach jesiennych, a w listopadzie wraz z krążownikami przeprowadziły rejs na wodach Bałtyku. 1 października „Kaiser Friedrich III” przestał być okrętem flagowym 2. Eskadry, zastąpiony przez pancernik SMS „Preußen”. W październiku jednostka uczestniczyła w manewrach jesiennych, a w grudniu w zimowych, przeprowadzonych na wodach Bałtyku.
Między 13 maja a 8 czerwca 1906 roku odbyły się manewry całej niemieckiej floty, a w połowie lipca również w całości wypłynęła ona w rejs letni na wody norweskie, docierając do Molde (20–26 lipca) i Bergen (27 lipca – 2 sierpnia). 21 lipca na redzie Molde „Kaiser Wilhelm II” był wizytowany przez cesarza Wilhelma II. 15 sierpnia flota powróciła do Kilonii, a już tydzień później „Kaiser Wilhelm II” i „Kaiser Karl der Große” uczestniczyły w ćwiczeniach desantu w Zatoce Eckernförde. Następnie wszystkie pancerniki wzięły udział we wrześniowych manewrach jesiennych, a w grudniu odbyły rejs na wody Kattegatu, Skagerraku i Morze Północne.
Od 8 maja do 7 czerwca 1907 roku „Kaiser Friedrich III” i „Kaiser Wilhelm II” w składzie nowo utworzonej Hochseeflotte uczestniczyły w rejsie szkoleniowym na Morze Północne opływając Skagen i dopływając w pobliże Trondheim, a następnie w manewrach letnich. Następnie „Kaiser Friedrich III” został tymczasowo wycofany ze służby i trafił do Stoczni Cesarskiej w Kilonii na głębszą modernizację, a na jego miejsce do 2. Eskadry dołączył siostrzany pancernik „Kaiser Barbarossa”. „Kaiser Wilhelm II” w dniach 26 sierpnia – 6 września wziął udział w manewrach jesiennych Hochseeflotte na Bałtyku, a między 22 a 30 listopada uczestniczył wraz z „Kaiserem Barbarossą” w rejsie zimowym na wodach Cieśnin Duńskich.
W latach 1907–1910 na wszystkich jednostkach typu Kaiser Friedrich III oprócz „Kaisera Karla der Große” przeprowadzono poważne prace modernizacyjne, spowodowane m.in. problemami ze statecznością, które miały następujący zakres: skrócono kominy, zdjęto dźwigi łodziowe i wymieniono maszty z marsami bojowymi na lżejsze z platformami, zlikwidowano dwa poziomy nadbudówek, usunięto cztery działa kalibru 15 cm, 12 działek kalibru 3,7 cm i rufową wyrzutnię torpedową, a także przeniesiono osiem dział kalibru 8,8 cm do kazamat (dodając dwa działa tego kalibru). Podczas modernizacji przystosowano również część kotłów do opalania paliwem płynnym i od tej pory okręty zabierały 650 ton węgla i 200 ton paliwa płynnego. W wyniku tej przebudowy wyporność normalna pancerników wzrosła do 11 233 ton, a pełna do 11 894 ton. Po zakończeniu modernizacji pancerniki typu Kaiser Friedrich III zostały skierowane na Bałtyk do formacji rezerwowej, a latem 1910 roku zostały reaktywowane i wcielone do 3. Eskadry Hochseeflotte. Po wzięciu udziału w jesiennych manewrach, we wrześniu pancerniki znów przeniesiono do rezerwy.
Po wybuchu I wojny światowej, 5 sierpnia 1914 roku jednostki typu Kaiser Friedrich III zostały ponownie reaktywowane i włączone do 5. Eskadry Hochseeflotte, której zadaniem była obrona wybrzeża. Okręty 5. Eskadry operowały początkowo z Wilhelmshaven, a następnie z Kilonii, prowadząc rejsy dozorowe u ujścia Łaby. We wrześniu skierowane na Bałtyk pancerniki 5. Eskadry wzięły udział w nieudanej próbie desantu pod Windawą, a w dniach 26–30 grudnia okręty udały się w rejs pod Gotlandię. W końcu lutego 1915 roku jednostki zostały wycofane z aktywnej służby we flocie i po zredukowaniu załóg zostały skierowane do służby pomocniczej, pełniąc funkcje hulków, okrętów szkolnych, okrętów-celów i pływających obozów dla jeńców wojennych. W 1916 roku pancerniki zostały rozbrojone, a zdemontowane z okrętów działa artylerii głównej zostały zaadaptowane na potrzeby artylerii kolejowej.
W grudniu 1919 roku „Kaiser Friedrich III”, „Kaiser Wilhelm der Große”, „Kaiser Karl der Große” i „Kaiser Barbarossa” zostały skreślone z listy jednostek floty, po czym zostały złomowane. W 1921 roku ten sam los spotkał pancernik „Kaiser Wilhelm II”.